# Argentine aux Jeux mondiaux de 2017
Cet article contient des informations sur la participation et les résultats de l' Argentine aux Jeux mondiaux de 2017 à Wrocław en Pologne.

## Médailles

### Or
| Sport              | Discipline                                      | Sportifs                           |
| Médailles d'or : 3 |                                                 |                                    |
| Boules             | Hommes - Lyonnaise Tir de précision             | Nicolás Pretto (es)                |
| Boules             | Raffa - Double femme                            | Romina Bolatti María Victoria Maíz |
| Roller de vitesse  | Hommes - Piste - 10 000 m Élimination et points | Kuwada Ken                         |

### Argent
| Sport                 | Discipline       | Sportifs |
| Médaille d'argent : 1 |                  | |
| Beach handball        | Femmes - Tournoi | Argentine- Agustina Mirotta (de) - Ivana Eliges - Florencia Ibarra - Rocio Barros - Florencia Bericio - Celeste Meccia - Daniela Aguzzi - Carolina Rossi - Luciana Scordamaglia - Rayen Cardenas |

### Bronze
| Sport                   | Discipline                    | Sportifs               |
| Médailles de bronze : 2 |                               |                        |
| Roller de vitesse       | Femmes - Route - 500 m Sprint | Rocio Berbel Alt       |
| Roller artistique       | Hommes                        | Juan Francisco Sánchez |